# 凡河内田道
凡河内 田道（おおしこうち の たみち、生年不明 - 天平12年（740年）?）は、奈良時代の武人。無位。

## 経歴・人物
豊前企救郡板櫃鎮小長。天平12年（740年）に藤原広嗣の乱で、大野東人の率いる追討軍に殺された。